# کوری اخلاقی
کوری اخلاقی، که به عنوان نابینایی اخلاقی نیز شناخته می‌شود، ناتوانی موقت یک فرد در دیدن جنبه اخلاقی تصمیمی که می‌گیرد، تعریف شده‌است. این رفتار اغلب به خاطر عوامل بیرونی است که باعث می‌شوند فرد قادر به دیدن جنبه غیراخلاقی رفتار خود در آن موقعیت خاص نباشد.
در حالی که مفهوم کوری اخلاقی (و به‌طور گسترده‌تر، مفهوم غیراخلاقی) ریشه در فلسفه باستان دارد، ایده کوری اخلاقی پس از وقایع جنگ جهانی دوم، به ویژه هولوکاست، رایج شد. این منجر به تحقیقات بیشتر توسط روانشناسان و برخی یافته‌های شگفت‌آور (به‌ویژه توسط استنلی میلگرام و فیلیپ زیمباردو) در مورد رفتار انسان در زمینه‌هایی مثل اطاعت و سوگیری اقتدار شد.
کوری اخلاقی به عنوان یک نگرانی درحوزه‌هایی مانند سازمان‌های تجاری و سیستم‌های حقوقی شناسایی شده‌است.

## بررسی اجمالی
کوری اخلاقی پدیده‌ای است که در آن افراد با توانایی‌های استدلال اخلاقی کافی به‌طور موقت نمی‌توانند دلیل را ببینند و منطقی فکر کنند که باعث می‌شود رفتارهایی مغایر با ارزش‌های اخلاقی واقعی خود داشته باشند. این رفتار می‌تواند ناشی از موقعیت متفاوت یا عوامل دیگر باشد. کوری اخلاقی معمولاً مستلزم مورد زیر است: افراد باید از باورهای اخلاقی ذاتی خود منحرف شوند و این انحراف باید موقتی و ناخودآگاه باشد یعنی افراد به رفتار غیراخلاقی خود در آن زمان آگاه نیستند.
علاقه به ایده کوری اخلاقی پس از آیشمن در اورشلیم از هانا آرنت افزایش یافت. گزارشی دربارهٔ ابتذال شر که در مورد آدولف آیشمن، که یک سرباز آلمانی-اتریشی نازی مسئول تبعید یهودیان به اردوگاه‌های کشتار بود و در نتیجه نقش مهمی در هولوکاست داشت.
ایده‌های کوری اخلاقی و «ابتذال شر» بر حوزه روان‌شناسی نیز تأثیر گذاشت و منجر به مطالعات قابل‌توجهی در دهه ۷۰ شد، مانند مطالعه اطاعت توسط استنلی میلگرام و آزمایش زندان استانفورد توسط فیلیپ زیمباردو. این مطالعات به تأثیر قدرت بر اطاعت و رفتار فردی پرداختند.
تحقیقات بعدی به کوری اخلاقی فراتر از جنایات جنگی و نسل‌کشی پرداخته‌است. این ایده برای مطالعه رفتار افراد در حوزه‌های متنوعی مانند رفتار سازمانی و سلامت روان گسترش یافته‌است.

## خاستگاه‌ها و نظریه‌های اولیه

### ریشه در فلسفه
خاستگاه مفهوم کوری اخلاقی در فلسفه نهفته‌است و می‌توان ریشه ایده آن را در فیلسوفان یونان باستان مانند سقراط که از روشنفکری اخلاقی صحبت کرد، افلاطون که در مورد احساس‌های مبهم کننده قضاوت‌های اخلاقی صحبت کرد و ارسطو که برای اولین‌بار از اصطلاح اخلاق برای این رشتهٔ فلسفه اخلاق استفاده کرد، جستجو کرد. رهبران معنوی اولیه مانند بودا و کنفوسیوس نیز در گفتارهای خود در مورد رفتار اخلاقی صحبت کردند، اگرچه آن صحبت‌ها بیشتر ماهیت تجویزی داشتند. مشارکت‌های عصرمدرن به قضاوت اخلاقی از سوی فیلسوفان غربی مانند دکارت، لاک، هیوم و کانت در حدود قرن هفدهم و هجدهم و فیلسوفان معاصر مانند جی. مور، که در کتاب اصول اخلاقی خود دربارهٔ «تعریف‌ناپذیری خیر» صحبت می‌کند، انجام شد.
اخلاق هنجاری به‌دنبال تعریف درستی یا نادرستی یک کُنش است. دو دیدگاه متضاد که در این زمینه توسعه یافته‌اند عبارتند از:
- اخلاق وظیفه‌گرا، که در آن اخلاقی‌بودنِ یک کُنش به تناسب آن کُنش با قواعد بستگی دارد.

- پیامدگرایی، که در آن اخلاقی‌بودنِ یک کُنش به نتیجه‌های آن کُنش بستگی دارد.

این دیدگاه‌ها اغلب در پاسخ به مشکل تریلی گرین منعکس می‌شوند.

### در روان‌شناسی
کوری اخلاقی به‌طور مشترک در بین فلسفه و روان‌شناسی با مطالعات تجربی اخلاق که به دهه ۱۸۹۰ بازمی‌گردد مورد مطالعه قرار گرفته‌است. تمرکز بر رویکرد هنجاری به رفتار اخلاقی، منجر به تحقیقاتی با تمرکز بر زمینه شناختی و رشدی شد. پیاژه نظریه برجسته خود را در مورد رشد شناختی در سال ۱۹۳۶ ارائه کرد که کولبرگ آن را تا رسیدن به نظریه سه مرحله رشد اخلاقی در سال ۱۹۵۸ توسعه داد. بعداً، در سال ۱۹۸۲، جیمز رست مدل تأثیرگذار چهار مؤلفه اخلاقی (FCM) خود را منتشر کرد که در آن چهار مرحله متمایز را شناسایی کرد که رفتار غیراخلاقی می‌تواند از آن‌ها ناشی شود: حساسیت اخلاقی، قضاوت اخلاقی، انگیزه اخلاقی و اجرای اخلاقی. این مدل به منظور تبیین پیچیدگی پشت رفتار اخلاقی بود. شایستگی در یک مرحله به معنای شایستگی در مرحله دیگر نیست، بنابراین رفتار غیراخلاقی ممکن است در نتیجه شکست در هر مرحله باشد. تمرکز شناختی فوق در تضاد با برخی از رفتارهای مشاهده شده بود. حوزه اخلاق رفتاری سرانجام برای مطالعه چگونگی واکنش مردم به معضلات اخلاقی پدید آمد.

## تحقیق‌های نظری و تجربی در روان‌شناسی
یکی از رانه‌های اصلی تحقیق‌های مدرن در مورد کوری اخلاقی، احساس‌های پس از جنگ جهانی دوم نسبت به افرادی مانند آدولف آیشمن (مسئول نسل‌کشی در رژیم نازی در طول هولوکاست) است. دستگیری و محاکمه بعدی او در سال ۱۹۶۱ باعث شد که بسیاری از ناظران دربارهٔ ماهیت و ظاهر معمولی او، که به نظر می‌رسید در تضاد با رفتار «شیطانی» او باشد، اظهار نظر کنند. هانا آرنت که محاکمه را برای نیویورکر پوشش می‌داد، اصطلاح «ابتذال شر» را با اشاره به آیشمن ابداع کرد، زیرا در طول محاکمه آیشمن نه پشیمان شد و نه مسئولیتی پذیرفت—او ادعا کرد آنچه را که به او گفته شده انجام داده‌است. باور بر این‌است که این ماجرا بر محققانی مانند میلگرام برای مطالعه رفتار فردی در واکنش به اطاعت از مراجع قدرت تأثیر گذاشته‌است.
میلگرام در مطالعه‌های اطاعت خود در سال‌های ۱۹۶۱–۱۹۶۲، اجازه می‌داد سوژه‌های مطالعه‌ فکر کنند در حال واردکردن شوک الکتریکی به شرکت‌کننده‌ای دیگر، که در واقع هم‌پیمان آزمایش‌کنندگان بود، هستند. این مطالعه‌ها برای پاسخ به پرسش‌هایی از این دست طراحی شده بود: «آیا ممکن است آیشمن و میلیون‌ها همدستانش در هولوکاست فقط از دستورها پیروی کنند؟ آیا می‌توانیم همه آنها را شریک جرم بنامیم؟» در کمال تعجب بسیاری از افراد، ۶۵ درصد از افراد مطالعه اولیه، کلیدی را کشیدند که حداکثر ولتاژ ۴۵۰ ولت را می‌داد.
بعداً در سال ۱۹۷۱، زیمباردو در آزمایش خود در زندان استنفورد نشان داد که چگونه «افراد خوب به شیوه‌های بیمارگونه رفتار می‌کنند که با طبیعت آنها بیگانه است». دانشجویان مرد در مقطع کارشناسی در استنفورد به عنوان نگهبان یا زندانی در یک محیط شبیه‌سازی‌شده زندان منصوب شدند. این آزمایش برای این طراحی شد که ببیند سوژه‌های مطالعه تا کجا در درونی کردن نقش‌های خود و اطاعت از دستورهای بیرونی پیش می‌روند و بعدتر برخی نگرانی‌های اخلاقی در مورد ماهیت خود مطالعه را برانگیخت.
پس از این یافته‌ها، محققان شروع به مطالعه کُنش‌گری اخلاقی، به‌کارگیری آن و رانه‌های کوری اخلاقی کردند. بندورا در تحقیق خود استدلال کرد که بی‌تفاوتی اخلاقی می‌تواند از نیروهای گوناگون (فردی، موقعیتی یا نهادی) ناشی شود، همراه با سازوکار‌هایی مانند لوث مسئولیت و تقسیم بی‌ارتباط وظایف که می‌تواند منجر به رفتار غیراخلاقی شود.
تحقیق‌های تازه‌تر منجر به توسعه مفهوم «اخلاقی‌بودن کران‌دار»—این ایده‌ که افراد می‌توانند به‌طور ناخواسته در رفتار خود و همچنین قضاوت رفتار دیگران غیراخلاقی باشند—شده‌است؛ چیزی که ممکن است آنها تنها پس از تأمل بیشتر روی رفتار خود دریابند. مطالعات بر روی غیراخلاقی‌بودن فردی همچنین به نقش هنجارهای اجتماعی و به‌همان‌اندازه نگاه ما به رفتار غیراخلاقی دیگران پرداخته‌است.

## کاربردها و ایده‌های مرتبط
کوری اخلاقی در گستره‌ای از حوزه‌ها ورای جنایت‌های جنگی، سیاست و حکومت مورد مطالعه و کاربری قرار گرفته‌است. یکی از حوزه‌های اصلی کاربرد در زمینه مدیریت و رفتار سازمانی بوده، که تحقیقات مربوط به آن به طیف گسترده‌ای از موضوع‌ها مانند تخلفات شرکتی، اخلاق تجاری و عدم مشارکت اخلاقی در کار نگاه می‌کند. قانون و عدالت حوزه دیگری است که در آن کوری اخلاقی، به ویژه در مورد وکلا، به عنوان یک نگرانی تلقی می‌شود. برخی تحقیق‌ها همچنین به روان‌پریشی به عنوان نوع خاصی از کوری اخلاقی اشاره کرده‌اند، اگرچه یافته‌ها قطعی نیستند.
این زمینه همچنین برای مطالعه ایده‌های گسترده‌تری مانند نقاط کور اخلاقی (بیش‌ازحد برآوردکردن توانایی کُنش اخلاقی)، فرسایش اخلاقی (کاهش تدریجی اخلاق در طول زمان)، و کم‌رنگی اخلاقی (زمانی که نگرانی‌های اخلاقی حول یک موقعیت طی تصمیم‌گیری کم‌رنگ می‌شود) گسترش یافته‌است.

## همچین ببینید
- Ethical dilemma
- Moral reasoning
- Perpetrator studies
- Axiological ethics